# Mustafa Kamil
Mustafa Kamil (Il Cairo, 14 agosto 1874 – Il Cairo, 10 febbraio 1908) è stato un politico e giornalista egiziano.
Muṣṭafā Kāmil Pascià (in arabo مصطفى كامل‎?) fu un giornalista egiziano e un'eminente figura politica. Figlio di un ufficiale del Genio militare egiziano, studiò come avvocato nella Scuola di Giurisprudenza francese del Cairo e nella Facoltà di Giurisprudenza  dell'Università di Tolosa, in Francia. Cominciò la sua carriera di nazionalista collaborando coi francesi, col Sultano ottomano, e con il Chedivè ʿAbbās Hilmī II. Gradualmente divenne sempre più indipendente da influenze esterne e capì che l'obiettivo cui meritava fosse dedicata la propria esistenza era quello del ritiro dell'esercito britannico dalla patria. Esortò quindi il Chedivè ʿAbbās Hilmī II a varare un governo costituzionale per i suoi sudditi.
Suo devoto seguace fu uno dei più nobili "Pascià" egiziani, Muhammad Farid - che dedicò tutto se stesso e il proprio patrimonio all'ideale dell'indipendenza egiziana, anche dopo la morte di Mustafā Kāmil, diventandone l'erede politico alla testa del Partito Nazionale - che gli permise di effettuare il suo viaggio in Francia e in Gran Bretagna. 
Nel 1900, Kāmil fondò il giornale al-Liwāʾ ("Il Vessillo") perché servisse da piattaforma per le sue idee e per consentirgli di proseguire il suo impegno di giornalista e di avvocato. Fondò anche una scuola per ragazzi, aperta agli egiziani musulmani, cristiani ed israeliti. La sua causa fu aiutata da un'atrocità, conosciuta come l'Incidente di Denshawāʾi (giugno 1906), in cui quattro contadini furono pesantemente condannati e impiccati per aver aggredito ufficiali britannici in borghese che avevano sparato ai loro piccioni nel loro villaggio.

Fondò inoltre il Partito Nazionale nel dicembre del 1907, due mesi prima della sua morte. I suoi funerali consentirono l'occasione di una massiccia dimostrazione di dolore popolare. È ricordato come un fervente patriota e un avvocato impegnato ad agevolare l'indipendenza dell'Egitto.
Lo studioso pakistano Fazlur Rahman Malik ha messo in rilievo il fatto che, sebbene egli fosse di fatto un laico, il suo nazionalismo era ispirato dal passato islamico dell'Egitto. Ciò appare essere una conclusione naturale, dal momento che l'Egitto rimase sotto un Califfato islamico per lunghi secoli.

I britannici spesso lo accusano di aver evocato gli ideali non sempre pacifici del Panislamismo, e che egli era stato un sostenitore del Sultano ottomano contro il governo chediviale egiziano (e i suoi padrini britannici) nella disputa riguardante Taba nel maggio 1906.

## Curiosità
- L'attuale inno nazionale egiziano (Biladī, "Patria mia") si pensa sia stato ispirato da uno dei discorsi pronunciati da Mustafā Kāmil.
- La frase "Se non fossi un egiziano, avrei amato essere un egiziano" (una delle citazioni maggiormente note e ancor oggi più usate) fu pronunciata da Mustafā Kāmil.